# Idioma ibinda
El ibinda (o kibinda, chibinda, o tchibinda) es una lengua bantú o un grupo dialectal que se habla en la Provincia de Cabinda, en Angola.

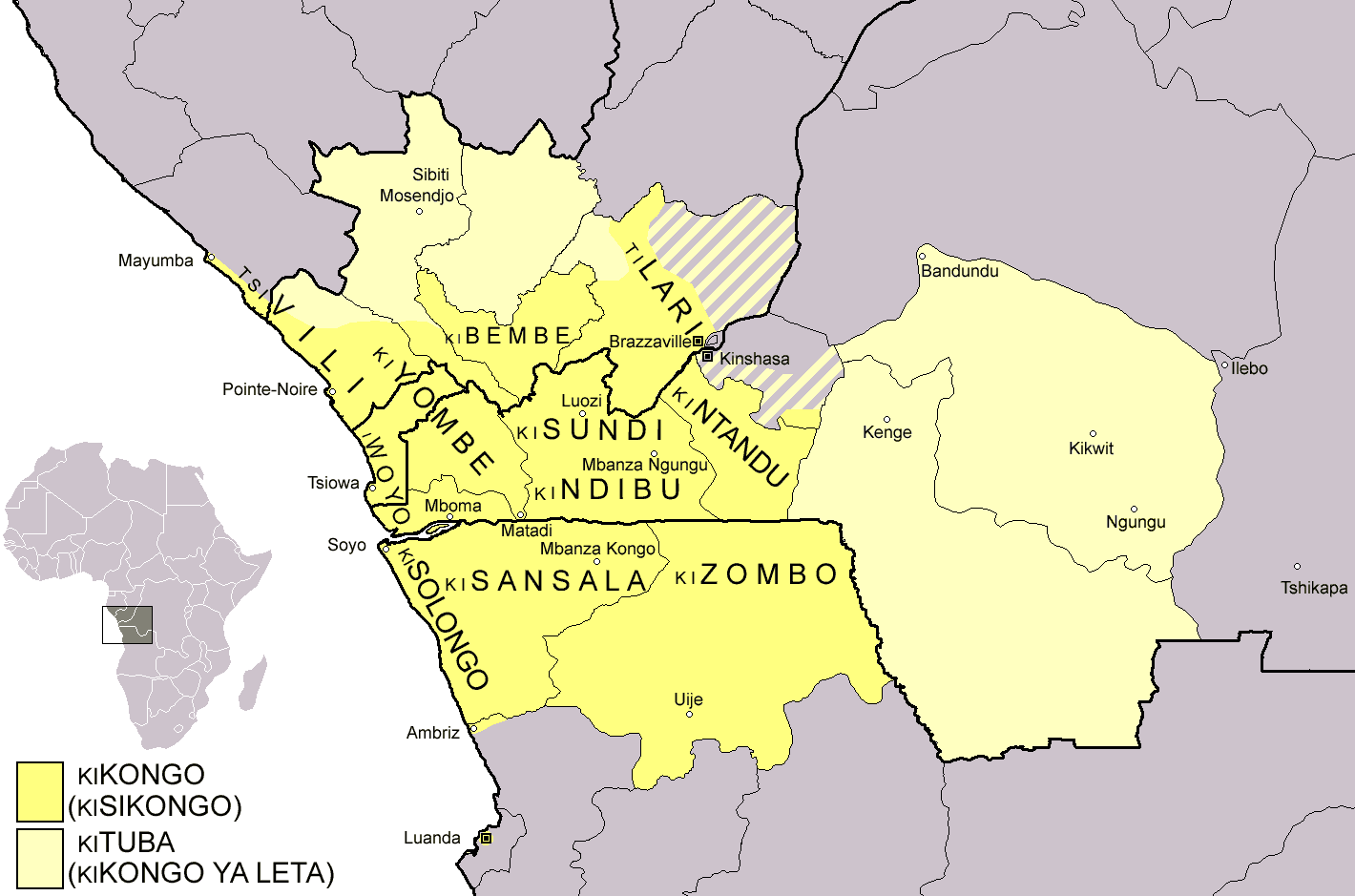
Mapa dialectal de Kikongo y Kituba.

Históricamente, el ibinda también ha recibido el nombre de fiote, que proviene de la palabra fiôte, una palabra que significa negro o persona de color. Con esta palabra se refería a todas las lenguas locales de Cabinda, ya que eran las que hablaban los negros. También se utilizaba para describir las cosas originales de Cabinda, como sinónimo de nativo o indígena (todo lo que no tenía origen europeo era considerado "fiote": mango fiote, papaya fiote, patata fiote, etc.). De todas formas, este término es considerado peyorativo y no gusta a los cabindenses. "A los cabinenses no les gusta que les llamen fiote... (porque) esta palabra era utilizada por los portugueses para describir todo aquello que era inferior - una mala carretera se llamaba carretera fiote y una comida mala se llamaría comida fiote". También hay personas que consideran que el ibinda debería llamarse Cabinda.
Ibinda es el nombre que recibe Kongo, San Salvador (Guthrie: H16d) que se habla en Cabinda. Es una mezcla de muchos dialectos del kikongo que hablan los pequeños grupos étnicos que viven en la provincia de Cabinda. Los más importantes son el iwóyo, el ikuákongo (o kákongo), el ikochi, el llínji, el kiyómbe, el kisúndi y el Ivili, que a veces son considerados como lenguas separadas del ibinda. Los nacionalistas independentistas de Cabinda han propuesto que la lengua oficial de su estado debería ser el ibinda.